# 朱备镇
朱备镇，是中华人民共和国安徽省池州市青阳县下辖的一个乡镇级行政单位。

## 行政区划
朱备镇下辖以下地区：
将军村、东桥村、朱笔村和江村。